# Гомельский электротехнический завод
СП ОАО «Гомельский электротехнический завод» (СП ОАО ГЭТЗ; бел. СП ААТ «Гомельскі электратэхнічны завод») — белорусское предприятие, расположенное в Гомеле. Специализируется на производстве гарнитуры железнодорожных стрелок.

## История
Предприятие было организовано в 1917 году как кузница железнодорожных путевых мастерских Гомельской дистанции пути. Кузница выпускала оборудование для ремонта пути и стрелочных переводов. В 1931 году созданные на базе кузницы мастерские начали производить оборудование для устройств механической централизации стрелок и сигналов. В 1938 году мастерские освоили производство гарнитур для стрелок электрической централизации железных дорог СССР и были преобразован в электротехнический завод. Завод входил во Всесоюзный трест транспортных электросигнальных заводов «Транссигналсвязьзаводы» Народного комиссариата путей сообщения СССР. Численность сотрудников составляла 320 человек. В 1941 году завод эвакуирован, в 1944 году возобновил производство в Гомеле. В 1965 году завод начал выпускать силовые и релейные шкафы для метрополитена. В 1975—1984 годах была проведена реконструкция предприятия. В 1991 году завод передан в подчинение Министерства транспорта и коммуникаций Республики Беларусь. В 1993 году завод преобразован в открытое акционерное общество, в 2001 году — в совместное предприятие в форме открытого акционерного общества.

## Современное состояние
Завод производит стрелочную гарнитуру для стрелок метрополитена, стрелок обыкновенных, перекрёстных, сбрасывающих, симметричных и скоростных с внешним замыкателем, детали их изоляции, стрелочный электропривод, соединители и перемычки, железнодорожные фонари, полки и шкафы металлические, винтовые лестницы.